# 222 (число)
Вижте пояснителната страница за други значения на 222.
222 (двеста двадесет и две) е естествено, цяло число, следващо 221 и предхождащо 223.
Двеста двадесет и две с арабски цифри се записва „222“, а с римски цифри – „CCXXII“. Числото 222 е съставено от три цифри от позиционните бройни системи – 2 (две).

## Общи сведения
- 222 е четно число.
- 222-рият ден от годината е 10 август.
- 222 е година от Новата ера.